# تئودور لورمن
تئودور لورمن (انگلیسی: Theodor Lohrmann; ۷ سپتامبر ۱۸۹۸ – ۲ سپتامبر ۱۹۷۱) بازیکن فوتبال اهل آلمان بود.
از باشگاه‌هایی که در آن بازی کرده‌است می‌توان به باشگاه فوتبال گروتر فورث و باشگاه فوتبال آستریا وین اشاره کرد.
وی همچنین در تیم ملی فوتبال آلمان بازی کرده‌است.